# 太子郵便局
太子郵便局（たいしゆうびんきょく）は、兵庫県揖保郡太子町鵤（いかるが）にある郵便局。民営化前の分類では集配普通郵便局であった。

## 概要
住所：〒671-1599 兵庫県揖保郡太子町鵤1390-1
民営化直前の集配業務再編において、多くの集配普通郵便局は統括センターとなったが、当局は配達センターとされたため、民営化後も郵便事業株式会社の支店は併設されず、集配センターが併設された。

## 沿革
- 1874年（明治7年）12月16日 - 鵤（いかるが）郵便取扱所として開設[1]。
- 1875年（明治8年）1月1日 - 鵤郵便局（五等）となる。
- 1880年（明治13年） - 為替取扱を開始。
- 1881年（明治14年） - 貯金取扱を開始。
- 1897年（明治30年）5月1日 - 鵤郵便電信局となる。
- 1903年（明治36年）4月1日 - 通信官署官制の施行に伴い鵤郵便局となる。
- 1955年（昭和30年）2月1日 - 太子郵便局に改称[2]。
- 1965年（昭和40年）8月22日 - 電話交換および和文電報配達業務を太子電報電話局に移管。
- 1982年（昭和57年）3月15日 - 特定郵便局から普通郵便局に局種別改定。同日、旭陽郵便局[3]から集配業務の一部（太子町域部分）[4]を移管。その一方、姫路市太市地区の集配業務を飾西郵便局に移管。
- 1999年（平成11年） - 外国通貨の両替および旅行小切手の売買に関する業務取扱を開始。
- 2007年（平成19年）10月1日 - 民営化に伴い、併設された郵便事業龍野支店太子集配センターに一部業務を移管。
- 2012年（平成24年）10月1日 - 日本郵便株式会社発足に伴い、郵便事業龍野支店太子集配センターを太子郵便局に統合。

## 取扱内容
- 郵便、印紙、ゆうパック、内容証明
- 貯金、為替、振替、振込、国際送金、外貨両替・トラベラーズチェック、国債、投資信託
- 生命保険、バイク自賠責保険、自動車保険
- 地方公共団体事務（兵庫県住宅再建共済基金利用申込取次事務）
- ゆうちょ銀行ATM
- 揖保郡太子町内の集配業務

## 周辺
- 太子町役場
- 斑鳩寺
- 太子町立図書館
- 太子町立斑鳩小学校

## アクセス
- JR山陽本線 網干駅から徒歩約35分
- 神姫バス 鵤停留所下車
- 国道2号（太子竜野バイパス） 福田ランプから南東へ約2km
- 国道179号（旧国道2号）沿い
- 駐車場あり：18台